# Pictionary
Pictionary es un célebre juego de mesa creado por Rob Angel que consiste en adivinar una palabra a través de un dibujo hecho en papel. Gana el jugador o el equipo que más palabras o frases adivine.
Es posible que fuera un juego popular que posteriormente fue comercializado adquiriendo el nombre actual. Tiene multitud de variantes.
Pictionary es un juego donde la única comunicación permitida es el dibujo:
Por equipos, consiste en adivinar una palabra viendo los dibujos que hace nuestro compañero, no se puede ver el dibujo del equipo contrario. en una carrera contrarreloj, en la que gana el equipo que adivina más palabras. Las mayores dificultades se encuentran a la hora de dibujar verbos, palabras muy rebuscadas, o sustantivos abstractos.

## Descripción de las cajas
La caja del juego normal es azul oscura y alargada de cartón duro, en el medio aparece el nombre del juego en letras blancas y grandes.
La caja del Pictionary Junior es igual pero roja y pone bien claro que es para niños.
Y la caja del Mini Pictionary es de cartón blando, cuadrada, azul con un lápiz dibujado y las letras del nombre del juego en grande.
Las versiones más modernas han cambiado la estética del juego. Aparece una nueva versión llamada «Pictionary manía». Sigue siendo bastante similar a las anteriores, pero ahora en lugar de blocs de notas con papel, viene con dos pizarras magnéticas que se borran con facilidad.

## Componentes del juego
- Un tablero de cartón duro con 55 casillas de colores.
- Cuatro fichas de diferentes colores.
- Un dado normal.
- Cuatro blocs de notas o dos pizarras magnéticas para realizar los dibujos.
- Cuatro lápices con goma incorporada (versión con bloc de notas) o dos marcadores (versión con pizarras).
- Una caja llena de tarjetas para el juego, por cada tarjeta 5 conceptos. Hay unas mil palabras para adivinar.
- Un reloj de arena que contabiliza dos minutos.

## Reglas del juego
El Pictionary es muy sencillo de jugar, se siguen estos pasos:
- Componer los equipos, pueden jugar cuatro equipos sin límite de jugadores por equipo, y como mínimo ha de haber dos equipos (jugando así el juego va más deprisa). Una vez escogidos los equipos, se elige un color de ficha para cada grupo, y se tira el dado para ver quién sale antes, gana el que saque el número más alto.
- El significado de cada casilla es el siguiente:

- Si caes en la casilla naranja, toca representar un dibujo de la categoría "acción", suelen ser cosas que solemos hacer, siempre son verbos. Ejemplo de algunos verbos que salen: Sudar, gritar, hablar, pelear.
- Si caes en la casilla amarilla, toca representar un dibujo de la categoría "Persona, animal o lugar", incluyen también personajes conocidos. Ejemplos de algunas palabras: perro, Superman, cabaña, Papa.
- Si se cae en la casilla verde, toca representar un dibujo de la categoría "Palabras difíciles" como ya su nombre indica son de lo más complicadas. Ejemplos de algunas palabras: contraseña, electrocardiograma, principal, alentar, ADN.
- Si se cae en la casilla azul, toca representar un dibujo de la categoría "Objeto", cosas que podemos ver o tocar. Algunas palabras que salen son: hacha, cactus, sumo, estrella.
- Si se cae en la casilla roja, "todos juegan" es decir el equipo que cayó juega junto con el resto de equipos a averiguar la palabra, es un buen momento para robar turnos, así que hay que estar atento. Si nadie acierta la palabra, el turno lo toma la pareja que esté a la derecha del último lanzador.
- Casillas comodín, si se cae en alguna de éstas, el dibujante podrá leer toda la tarjeta y elegir la palabra que le parezca más fácil de adivinar y dibujar. Antes de comenzar a dibujar, ha de decir qué color ha elegido y la categoría a la que corresponde.

- La casilla de salida es de color amarillo, por tanto todos los grupos han de comenzar jugando con este color, una vez pasada esta primera prueba ya se puede continuar tirando el dado.
- Una vez que un equipo ya ha pasado por la primera prueba tira el dado y según el número que saque se posiciona en otra casilla, otra persona hace el dibujo de ese grupo, el reloj comienza a contar, si el equipo acierta antes de que acabe el tiempo vuelve a tirar el dado y así hasta que el reloj de arena acabe. Es decir un turno no acaba cuando aciertas, sino cuando se acaba el tiempo de tu reloj de arena.
- Solo se cambia de turno si no se acierta la palabra en el tiempo estimado, o si se pierde el turno al caer en la casilla roja "todos juegan".
- En caso de que un equipo no acierte en el tiempo dado el equipo pasará su turno y le tocará al equipo que vaya en último lugar de los restantes equipos (para más de 2 jugadores).
- En este juego sí está permitido que varias fichas ocupen la misma casilla.
- Gana el equipo que llega primero a la casilla del final, teniendo que adivinar una nueva palabra. Esta casilla tiene la dificultad de ser de color rojo, es decir una de "todos juegan", evidentemente si el equipo no lo acierta le pasa el turno al otro equipo.
- Opcionalmente y con el fin de alargar la partida, se puede decidir que, si un jugador no acierta, retrocede los turnos que haya avanzado con el dado.

### ¿Qué se puede permitir en el juego?
- Se puede resaltar partes del dibujo con flechas o círculos.
- Se puede hacer el dibujo de la palabra asignada por sílabas, por ejemplo si te toca la palabra COTO y no sabes dibujarlo puedes indicar que lo vas a hacer por sílabas, empiezas dibujando algo sencillo que comienza por C, como una casa, luego algo que empiece por O, como un ojo y algo que comience por T como un tenedor, como veis ninguna palabra es imposible.
- Si te mandan dibujar, por ejemplo, una palabra que se pueda pronunciar igual pero signifique algo diferente, puedes optar por dibujar lo que te parezca más sencillo, un ejemplo sería vota de votar, pero puedes dibujar una bota de vestir. El objetivo es hacer que pronuncien la palabra deseada.
- De la misma manera, puedes decidir dibujar una situación en la que la frase adivinada contenga la palabra deseada. Con el mismo objetivo de que la palabra asignada sea pronunciada. Por ejemplo, si el juego te pide la palabra ´algodón´ y tu equipo adivina la frase ´recogedor de algodón´, puesto que la palabra fue pronunciada se gana la ronda.

### ¿Qué no se puede permitir en el juego?
- Dar datos sobre la cantidad de letras que contiene una palabra.
- Usar letras y números en los dibujos.
- Hablar, hay que estar totalmente en silencio.
- No se puede cambiar de palabra hasta que se acierte o el tiempo se agote.
- Hacer señas con las manos o gestos con la cara que indiquen qué tan cerca está el participante de la respuesta.

## El videojuego
En el año 1989, Pictionary conoció una versión en videojuego lanzada para todos los formatos de ordenador de la época: ZX Spectrum, Amstrad CPC, Commodore 64, Commodore Amiga, Atari ST, y DOS (en CGA y EGA). Era una versión fiel al original de mesa, que incluía una herramienta de dibujo que bien podía ser manejada por los jugadores, o bien manejada por el ordenador para que todos jugaran a adivinar. Además tal herramienta podía ser usada en modo libre, como una herramienta de dibujo normal tipo Paint, Paint.NET, KolourPaint o Gimp.
A finales de 2010 se sacó una versión del Pictionary para la Nintendo Wii. Para jugar se requería la U.draw Game tablet.